# Коптська католицька церква
Ко́птська като́лицька це́рква (араб. الكنيسة القبطية الكاثوليكية; лат. Ecclesia Catholica Coptorum) — східно-католицький патріархат sui iuris церква, який знаходиться в повному євхаристійному спілкуванні з Латинською церквою, так і з 22 іншими східно-католицькими церквами, утворюючи разом Католицьку церкву. Коптська католицька церква використовує александрійський обряд та григоріанський календар. Унікальна тим, що серед східних католицьких церков вона використовує коптську мову (походить від давньоєгипетської, звідси і назва) у своїй літургії, тоді як Етіопська католицька церква та Еритрейська католицька церква використовують александрійський обряд мовою ґеез.
Нинішнім коптським католицьким Патріархом Александрії є Ібрагім Ісаак Сідрак, який замінив Антоніоса Нагіба в 2013 році. Офіси патріархату знаходяться в Каїрі. Патріарший собор Богоматері Єгипетської знаходиться в місті Наср, передмісті Каїру.

## Історія

### Початки
У XVII столітті до коптів почали приходити місіонери, насамперед францисканці. У 1630 р. була заснована каїрська місія Ордена капуцинів. Єзуїти прийшли в 1675 році. У 1713 році коптський патріарх Олександрії знову підкорився Риму, але, як і в 1442 році, унія не була тривалою.
У 1741 році коптський єпископ Анба Афанасій з Єрусалиму став католиком. У 1781 р. Його призначив Папа Римський Бенедикт XIV вікарієм-апостолом менш ніж 2000 єгипетських коптів-католиків. Зрештою, Атанасій повернувся до коптської православної церкви, а інші служили апостольським католицьким вікарієм.

### Патріархат
Припускаючи, що османський віце-король бажав католицького патріарха для коптів-католиків у 1824 році, Папа створив Александрійський патріархат з Апостольського вікаріату Сирії, Єгипту, Аравії та Кіпру, але в основному він був титулярним. Османи в 1829 році дозволили коптам-католикам будувати власні церкви.
Кількість католиків цього обряду зросла до того, як Лев XIII у 1895 р. відновив католицький патріархат. Спочатку він призначив єпископа Кирила Макарія патріаршим вікарієм. Потім Макаріос головував на синоді, який призвів до запровадження деяких латинських практик. У 1899 році Лев призначив Макарія патріархом Александрії, прийнявши ім'я Кирило II. Він подав у відставку в 1908 році на прохання Папи через суперечку. Місце патріархату залишалося вакантним до виборів у 1947 році, і ним керував апостольський адміністратор.

## Ієрархія

Коптський хрест

Коптська католицька церква sui juris складається з єдиної церковної провінції, що охоплює лише Єгипет. Патріарх є єдиним митрополитим архиєпископом, зберігаючи давній титул Александрії, але його фактичне місце перебування знаходиться в сучасній столиці Єгипту Каїрі.
У нього є вісім єпископів-суфраганів по всьому Єгипту, до складу яких входить єдина коптська католицька церковна провінція: Абу Куркас, Александрія (початкове місце перебування патріарха), Ассіут, Гуїзе (Гіза), Ісмайлія, Луксор (Луксор), Мінья та Сохаг.

## Структура
Резиденція патріарха розташована в Каїрі, хоча він і носить титул Патріарха Александрійського. До складу коптської католицької церкви входять сім єпархій з центрами в Александрії Асьюті, Гізі, Ісмаїлії, Луксорі, Міньї та Сохагу.
Коптська католицька церква не має монастирів. Існує лише кілька чернечих громад, побудованих за зразком західних чернечих орденів. Освіту священики одержують у патріаршій семінарії Св. Лева в Маадія, близько Каїра. Крім неї існують ще три невеликі семінарії.
Із 164 тисяч коптів-католиків лише близько десяти тисяч проживають за межами Єгипту, головним чином, це емігранти. Парафії Коптської католицької церкви є в таких містах, як Париж, Монреаль, Лос-Анджелес, Сідней та Мельбурн.

## Релігійні ордени

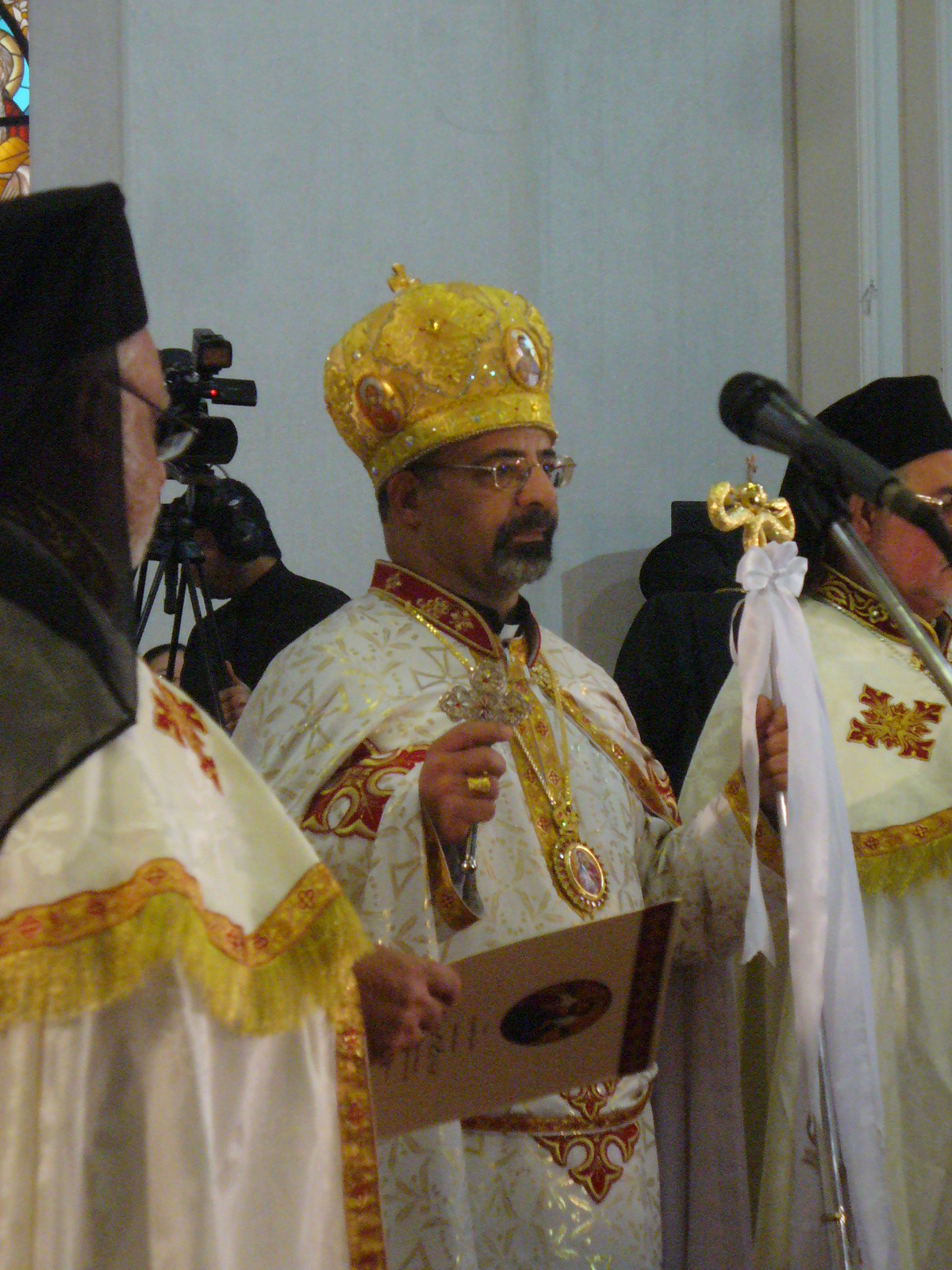
Коптський католицький патріарх Ібрагім Ісаак Сідрак на своїй інтронізації 12 березня 2013 року в Каїрському соборі.

Коптська католицька церква не має коптських монастирів. Натомість у Церкві є релігійні громади, такі як три жіночі громади: Сестри Пресвятого Серця, Коптські сестри Ісуса та Марії (обидві базуються в Єгипті) та Єгипетська провінція Маленьких сестер Ісуса. Також існує спільнота чоловіків-францисканців.

## Освітні та медичні послуги
Більшість кандидатів у священики проходять навчання у Патріаршій семінарії св. Лева, що у передмісті Каїру. Понад 100 коптських католицьких парафій управляють початковими школами, а деякі також мають середні школи. У церкві є лікарня, низка медичних диспансерів та клінік, кілька дитячих будинків.

## Екуменізм
Відносини між Коптською католицькою церквою та більшою Коптською православною церквою Александрії, як правило, дуже хороші.

## Діаспора
В останні десятиліття велика кількість коптів-католиків іммігрувала до західних країн. Є 11 громад, які обслуговують священики-резиденти, з них 6 — коптські парафії:
- В Італії є коптська парафія Сант-Андреа-дель-Віньола в Римі,[9] І Капела С. Джузеппе в латинській парафії Сан-Марко в Міланській архиєпархії;[10]
- У Франції є коптська місія Chapelle Notre-Dame d'Égypte у Парижі, яка залежить від Ординаріату для вірних східного обряду Франції;[11]
- У Канаді є дві коптські парафії: собор Église Copte Notre Dame d'Égypte розташований у місті Лаваль в Монреальській архиєпархії,[12] І коптська католицька церква Святої Родини в Етобікоке в архиєпархії Торонто;
- У США є коптська парафія: коптська католицька церква Св. Марії в архиєпархії Лос-Анджелеса,[13] Громада у візантійській церкві Східного Брансвіка в Нью-Джерсі: Різдво нашого Господа, коптська католицька каплиця Воскресіння у Бруклінській єпархії та дві громади у формуванні в Бостоні та Нешвілі без священиків-резидентів;[14]
- В Австралії є коптська парафія: коптська католицька церква св. Марка в проспекті, в архиєпархії Сіднея,[15] І громада в латино-парафії Сент-Брендан у Флемінгтонській архиєпархії Мельбурна ;
- У Кувейті є коптські меси для тимчасових робітників — мігрантів на Святому сімействі приходу в Апостольському вікаріат Північної Аравії;[16]
- Інші менші громади існують в Єрусалимі, Судані та Бейруті в Лівані.[17]

## Статистика
Згідно з Annuario Pontificio 2014 року, Коптська католицька церква станом на 21 лютого 2014 року мала 7 юрисдикцій в межах патріархату: 167 108 вірних, 8 єпископів, 162 парафії, 188 світських священиків, 63 релігійних священиків, 115 релігійних, 411 релігійних, 5 постійних дияконів та 50 семінаристів.
Парафії розподіляються таким чином:
- в межах власної території: Єгипет (162).
- за межами власної території: Канада (2), Австралія (1), США (1), Франція (1), Італія (1).